# Янківський (зупинний пункт)
Янківський — зупинний пункт Ізюмського напрямку. Розташований між зупинними пунктами Сезонна та Вербівка. Пункт розташований поблизу з селом Пришиб Балаклійського району. На пункті зупиняються лише приміські потяги. Пункт відноситься до Харківської дирекції Південної залізниці.
Відстань до станції Основа — 68 км.